# Karel Brückner
Karel Brückner (pronunție în cehă [ˈkarɛl ˈbrɪknɛr]; n. 13 noiembrie 1939, Olomouc, Protectoratul Boemiei și Moraviei) este un antrenor ceh de fotbal. 

## Cariera ca jucător
Brückner a jucat ca atacant în ligile inferioare pentru MŽ Olomouc, în Campionatul Regional și în liga a doua. A jucat două meciuri pentru Baník Ostrava în Prima Ligă Cehoslovacă în sezonul 1970–1971.  

## Cariera de antrenor
Brückner și-a început cariera de antrenor în 1973 la clubul SK Sigma Olomouc, după care a antrenat-o pe FC Zbrojovka Brno, pe care a condus-o în prima ligă cehoslovacă în sezoanele 1981-1982 și 1982–„983.  Ulterior a continuat la Inter Bratislava cu care a câștigat Cupa Slovaciei în 1985.  
A fost numit antrenor al echipei naționale de fotbal sub 21 de ani a Republicii Cehe în 1997, iar echipa a terminat pe locul doi la Campionatul European sub 21 de ani UEFA din 2000.  La UEFA Euro 2000 a fost antrenor secund al echipei naționale a Republicii Cehe.
Brückner a devenit selecționerul echipei naționale în 2001, în urma campaniei de calificare nereușită a Republicii Cehe pentru Campionatul Mondial din 2002.  Până în martie 2004, Republica Cehă a realizat o serie de douăzeci de meciuri fără înfrângere sub conducerea sa, câștigând șapte din opt meciuri din calificările la turneul Euro 2004 și remizând în celălalt. În meciul din grupele turneului cu Olanda, Cehia a marcat două goluri în primele 20 de minute. Deși Jan Koller a marcat golul de 2-1, Brückner a răspuns făcând o schimbare tactică neobișnuită de a face o înlocuire tactică în prima repriză a meciului, trimițându-l pe mijlocașul Vladimír Šmicer în locul fundașului Zdeněk Grygera după doar 25 de minute.  Republica Cehă a mai marcat de două ori, Šmicer marcând golul câștigător cu două minute înainte de final. Echipa avea să ajungă în semifinalele lui Euro 2004. 
Echipa s-a calificat la Campionatul Mondial din 2006, dar nu a reușit să treacă de grupe. Brückner și-a prelungit contractul cu doi ani după turneu. Cehia s-a calificat la Euro 2008. Înaintea turneului final, Brückner și-a anunțat intenția de  părăsi echipa după terminarea acestuia. Cehia nu a reușit să treacă de grupe.
În ciuda faptului că și-a anunțat retragerea, Brückner nu a rămas șomer mult timp. În iulie 2008, echipa națională a Austrieia l-a numit selecționer. La 2 martie 2009, Federația Aaustriacă de fotbala  anunțat că Brückner a reziliat contractul de comun acord, după ce a condus echipa la doar o victorie în șapte meciuri  La 8 iulie 2009, Brückner a fost numit consilierul lui Ivan Hašek din Asociația de Fotbal din Republica Cehă . 